# هادی پرتوی
هادی پرتوی متخصص کامپیوتر ایرانی‌تبار مقیم سن فرانسیسکو است. او به همراه برادر دوقلویش علی پرتوی شرکت iLike را بنیان نهاد و رئیس آن بود.
او قائم مقام عالی تکنولوژی مای اسپیس بود.
در دهه ۱۹۹۰ او مدیریت گروه برنامه‌نویسی اینترنت اکسپلورر مایکروسافت را بر عهده داشت. او هم‌اکنون مشاور شرکتهایی چون فیسبوک و دراپ باکس است. در زمان مدیریت او بر MSN.com، این سایت ۳۰ درصد رشد سالیانه داشت.
او دارای لیسانس و فوق لیسانس علوم کامپیوتر از دانشگاه هاروارد است. او فرزند فیروز پرتوی از بنیان‌گذاران دانشگاه صنعتی شریف و نوه مجید خسروشاهی از خاندان‌های بزرگ و کارآفرین قبل از انقلاب است. خانواده پرتوی پس از وقوع انقلاب و در سال ۱۳۶۳ و بعد از بازگشایی دانشگاه‌ها با پایان انقلاب فرهنگی از ایران مهاجرت کردند.
وی هم همچنین در سال ۲۰۱۳ بنیادی غیرانتفاعی(کد.ارگ) در زمینه آموزش آنلاین برنامه‌نویسی به راه انداخته‌است که افرادی همچون انوشه انصاری، دارا خسروشاهی، مهران سهامی، بیل گیتس، بیل کلینتون، اریک اشمیت، و … از آن حمایت یا به نحوی در آن حضور دارند.